# Атанасий II Охридски
Атанасий е православен духовник, охридски архиепископ около 1653 – 1658 година.
Първото сведение за Арсений като архиепископ е от февруари 1653 година. Той заема поста малко преди това, тъй като през 1652 година архиепископ е Дионисий. След 1655 година води кореспонденция с папа Александър VII, с когото обсъжда възможността за уния с Римокатолическата църква. Известни са издадени от Арсений документи от 1658 година. Той умира или напуска поста преди 1660 година.